# Gularia Bhindara
Gularia Bhindara é uma cidade e uma nagar panchayat no distrito de Pilibhit, no estado indiano de Uttar Pradesh.

## Demografia
Segundo o censo de 2001, Gularia Bhindara tinha uma população de 6509 habitantes. Os indivíduos do sexo masculino constituem 55% da população e os do sexo feminino 45%. Gularia Bhindara tem uma taxa de literacia de 60%, superior à média nacional de 59.5%: a literacia no sexo masculino é de 66% e no sexo feminino é de 51%. Em Gularia Bhindara, 14% da população está abaixo dos 6 anos de idade.